# MSA Safety
A Mine Safety Appliances, ou MSA Safety Incorporated, é um fabricante de produtos de segurança sofisticados que ajudam a proteger os trabalhadores que podem estar expostos a uma variedade de condições perigosas. A linha de produtos da empresa inclui instrumentos de monitoramento e detecção de gás, respiradores do tipo filtro, máscaras de gás, aparelhos de respiração usados por bombeiros, câmeras de imagem térmica, capacetes de bombeiro, coletes à prova de bala, sistemas de comunicação militar, uma ampla gama de produtos de proteção para a cabeça e contra quedas e produtos de segurança para consumidores do tipo faça você mesmo. Os principais mercados incluem construção, militar, serviço de bombeiros, produção química, petróleo e gás e indústria em geral.
A MSA está sediada no subúrbio de Cranberry, no Condado de Butler em Pittsburgh. Com a ajuda de Thomas Edison, a empresa foi formada em 1914 para desenvolver uma lâmpada para capacetes alimentada por bateria para os mineiros, a fim de ajudar a prevenir explosões relacionadas ao metano causadas por lâmpadas de chama aberta. Desde a virada do século XXI, a MSA registrou vendas recordes. Apenas uma pequena parte dos produtos atuais da empresa envolve produtos relacionados à mineração. Os concorrentes da empresa incluem a Industrial Scientific Corporation, a RAE Systems e a Dräger.
Os ativos da empresa são administrados por meio de dois segmentos de negócios: a MSA North America e a MSA International. A MSA tem vendas e operações de fabricação em todo o mundo e vende produtos para clientes em mais de 140 países. Embora a maioria dos produtos da MSA esteja disponível apenas por meio de distribuidores, a empresa vende produtos de proteção para a cabeça, os olhos, os ouvidos, a respiração e o corpo a indivíduos por meio de uma variedade de lojas de varejo de ferramentas e "home centers".